# Volucella vespimima
Volucella vespimima är en tvåvingeart som beskrevs av Tokuichi Shiraki 1930. Volucella vespimima ingår i släktet humleblomflugor, och familjen blomflugor.
Artens utbredningsområde är Taiwan. Inga underarter finns listade i Catalogue of Life.